# چارلز ریچارد ساکویل
چارلز ریچارد ساکویل (انگلیسی: Charles Sackville-West, 6th Earl De La Warr; ۱۳ نوامبر ۱۸۱۵ – ۲۳ آوریل ۱۸۷۳) پرسنل نظامی و سیاستمدار اهل بریتانیا بود.